# Georgetown (Idaho)
Georgetown é uma cidade localizada no estado americano de Idaho, no Condado de Bear Lake.

## Demografia
Segundo o censo americano de 2000, a sua população era de 538 habitantes.
Em 2006, foi estimada uma população de 494, um decréscimo de 44 (-8.2%).

## Geografia
De acordo com o United States Census Bureau tem uma área de
1,7 km², dos quais 1,7 km² cobertos por terra e 0,0 km² cobertos por água. Georgetown localiza-se a aproximadamente 1845 m acima do nível do mar.

## Localidades na vizinhança
O diagrama seguinte representa as localidades num raio de 36 km ao redor de Georgetown.